# Panmiksja
Panmiksja – krzyżowanie losowe.
Swobodne rozmnażanie się w obrębie danej zbiorowości.
Oznacza to kojarzenie się z równym prawdopodobieństwem osobników z każdej części danej populacji.
W populacjach ludzkich oznacza to brak tendencji do dobierania sobie partnera pod kątem cech dziedzicznych. Odchylenia od panmiksji wywoływane są przez krzyżowanie wybiórcze.